# Lucy Feagin
Lucy Feagin (Union Springs, 13 de enero de 1876-Birmingham, 8 de mayo de 1963) fue una maestra estadounidense, fundadora de la Escuela de Arte Dramático Feagin en la ciudad de Nueva York. Fue la primera mujer en establecer y operar una escuela de teatro en la ciudad de Nueva York, donde enseñó a estudiantes que luego se convirtieron en actores y actrices destacados. Sus alumnos procedían de todo el mundo. La Liga de Mujeres Empresarias y Profesionales de Nueva York en junio de 1938 nombró a Feagin «como una de las veinticinco mujeres profesionales más destacadas de Estados Unidos».

## Vida familiar
Lucy Feagin nació en Union Springs, Alabama el 13 de enero de 1876, hija de Isaac Ball Feagin y Sarah Hall Feagin. Su padre era teniente coronel en el 15.º Regimiento de Infantería de Alabama y resultó herido en la Batalla de Sharpsburg en 1862. Diez meses después, fue herido nuevamente, lo que lo llevó a perder la pierna en la Batalla de Gettysburg. Su madre residió en el Condado de Bullock, Alabama, durante 60 años y vivió hasta casi cumplir 100 años. Cuando era niña, Feagin, sus hermanos y otros amigos de la infancia actuaban usando una caja de piano como escenario. Estudió en Hollins College en Virginia, donde necesitaba complementar sus cursos de arte, entonces considerados «normales» para una mujer, con el estudio del teatro. Vivió en Washington D. C. durante ocho años antes de mudarse a la ciudad de Nueva York. Feagin continuó visitando a su madre en Union Springs anualmente.

## Carrera docente
Al graduarse, fue instructora de teatro durante diez años en Judson College en Marion, Alabama y en la Universidad George Washington en Washington D. C.. Trabajó con reconocidos maestros de teatro para mejorar sus propios conocimientos y habilidades de teatro, mientras continuaba enseñando. Estudió en Londres y París. Enseñó en la Escuela Allen en Birmingham, Alabama. Fundó su primer estudio, la Feagin School of Drama and Radio en Carnegie Hall en 1915. Una de sus técnicas de enseñanza era contar historias como Don Quijote de la Mancha y Las aventuras de Huckleberry Finn a sus clases de estudiantes, artistas y empresarios. Al mismo tiempo, presentó conferencias semanales sobre artes dramáticas en el Hotel Plaza a partir de octubre de 1921. Daba conferencias a adultos que querían actuar, cantar o simplemente desarrollar su dicción. Además, formó parte del cuerpo de conferencias de Nueva York en la oficina de educación dando conferencias a padres y otros adultos. También presentó conferencias en Filadelfia, Nueva Inglaterra y ciudades cercanas a Nueva York. Operó su escuela hasta el comienzo de la Primera Guerra Mundial cuando cerró su estudio para concentrarse en ayudar en el esfuerzo bélico. Durante la guerra, trabajó en obras de teatro y otras formas de entretenimiento en campamentos junto con miles de otras mujeres. Formó parte de un desfile patriótico para el presidente Woodrow Wilson el 4 de julio de 1917, que dijo que fue «la emoción más grande que jamás había conocido».
Después de la guerra, reabrió su estudio en Carnegie Hall antes de trasladarlo a 316 West 57th Street en la ciudad de Nueva York. Más tarde se mudó a un estudio más grande para acomodar a su creciente número de estudiantes. Su nuevo estudio, en el Edificio Internacional del Rockefeller Center en la ciudad de Nueva York, podría albergar a unos 300 estudiantes y 18 empleados. El estudio contenía un Little Theatre de 250 asientos, un gran escenario, un estudio de transmisión, aulas y estudios para el diseño de escenografía y vestuario. Los antecedentes de sus estudiantes eran internacionales. Los productores de teatro del circuito de Broadway enviaban con frecuencia buscadores de talentos para observar a los estudiantes de Feagin. Los reclutadores de la radio, la pantalla y el escenario siempre estaban disponibles cuando los mayores presentaban sus obras. Los «tés» de su estudio eran frecuentados por las estrellas de radio y Broadway de la época, incluidas Ina Claire, Elizabeth Patterson y Helen Hayes.

## Logros y legado
Fue la primera mujer en fundar y operar una escuela de teatro en la ciudad de Nueva York. Lily May Caldwell de The Birmingham News escribió: «La dama ayudó a hacer que el equipo, 'Alabama y Broadway', fuera una institución estadounidense tan grande como la sémola y la salsa, el jamón, los huevos, el pavo y los arándanos». Se le ofreció la oportunidad de ser parte de un programa en Central Park para celebrar el 368 cumpleaños de William Shakespeare, que The Birmingham News dijo que era un «significativo honor». Sus conferencias tituladas «The Charm of Good Speech» («El encanto del buen hablar») recibieron elogios.
La Liga de Mujeres Empresarias y Profesionales de Nueva York en junio de 1938 la nombró «como una de las veinticinco mujeres profesionales más destacadas de Estados Unidos». El New York Evening Telegram escribió que «la señorita Lucy Feagin podría llamarse especialista en el gran arte de la autoexpresión». Sus alumnos incluyeron a Jeff Corey, Susan Hayward, Angela Lansbury y Cris Alexander. The Troy Messenger dijo: «La Liga encontró una serie de estudios originados por mujeres, es cierto; pero la organización de Lucy Feagin difería de ellos en la integridad del plan de estudios, el tamaño de la facultad y la inscripción y el carácter del equipo».

## Muerte
Enseñó lecciones privadas hasta alrededor de dos años antes de su muerte el 8 de mayo de 1963 en Birmingham, Alabama. Su sepelio se llevó a cabo en el cementerio de Oakhill.